# Grzegorz Wójcik (duchowny)
Grzegorz Zbigniew Wójcik (ur. 13 lipca 1967 w  Lipsku) – polski duchowny, kanonik, w latach 2009–2015 dyrektor Caritas Diecezji Radomskiej. Od 2015 proboszcz parafii pw. św. Apostołów Piotra i Andrzeja w Jedlińsku oraz dziekan dekanatu jedlińskiego.

## Historia
Grzegorz Wójcik urodził się 13 lipca 1967 w Lipsku. Święcenia kapłańskie przyjął 28 maja 1994 r. z rąk biskupa radomskiego Edwarda Materskiego. Ukończył teologię na Uniwersytecie Kardynała Stefana Wyszyńskiego w Warszawie, a także studia podyplomowe na kierunku zarządzanie i marketing w Wyższej Szkole Biznesu w Nowym Sączu. 
Pracę duszpasterską rozpoczął od parafii pw. św. Józefa w Goździe, następnie pracował w parafii pw. Najświętszego Serca Jezusowego w Skarżysku-Kamiennej. W latach 2004–2015 pracował w Caritas, najpierw jako wicedyrektor, a potem (w latach 2009–2015) jako dyrektor. W 2015 r. został mianowany proboszczem parafii pw. św. Apostołów Piotra i Andrzeja w Jedlińsku oraz dziekanem dekanatu jedlińskiego. 